# Pôle de compétitivité
Pôle de compétitivité  (Frans; in  Nederlands vertaling ongeveer: concurrentievermogens-pool) is de naam voor  een aantal in Frankrijk sinds 2004 gecreëerde en in 2005 wettelijk geregelde samenwerkingsverbanden tussen enerzijds midden- en kleinbedrijf en anderzijds universiteiten en andere wetenschappelijke instellingen.
Een pôle de compétitivité is doorgaans op één gunstig gelegen terrein geconcentreerd. Een voorbeeld is Végépolys bij Angers, op het gebied van tuinbouw, plantenveredeling, boomkwekerij et cetera. Het doel van een pôle de compétitivité is het bereiken van technische en economische vooruitgang, ook op milieugebied door innovatie die in de directe omgeving meteen in bedrijven toegepast wordt. In 2018 bestonden er 71 van dergelijke samenwerkingsverbanden in Frankrijk.
Pôles de compétitivité genieten in Frankrijk bepaalde voordelen op het gebied van overheidssubsidie en belastingheffing.
In Duitsland worden soortgelijke samenwerkingsverbanden  wel aangeduid met het Duitse begrip Kompetenzzentrum.
Een pôle de compétitivité wordt in Québec in het Frans ook wel grappe industrielle (in Nederlandse vertaling ongeveer: industriële druiventros) genoemd, of in het Engels cluster.